# Dioclea odorata
Dioclea odorata là một loài thực vật có hoa trong họ Đậu. Loài này được Montrouz. miêu tả khoa học đầu tiên.